# Vuka
Vuka je řeka v Chorvatsku. Je dlouhá 112 km a prochází Osijecko-baranjskou a Vukovarsko-sremskou župou. Podle řeky bylo pojmenováno město Vukovar a opčina Vuka. Řeka pramení v jezeru Borovik v pohoří Krndija a ústí ve Vukovaru do Dunaje.

## Sídla ležící u břehu řeky
Borovik, Podgorje Bračevačko, Razbojište, Bračevci, Budimci, Krndija, Jurjevac Punitovački, Beketinci, Vuka, Hrastovac, Hrastin, Paulin Dvor, Petrova Slatina, Ernestinovo, Ada, Laslovo, Palača, Podrinje, Markušica, Gaboš, Antin, Tordinci, Nuštar, Marinci, Bršadin, Bogdanovci, Vukovar

## Přítoky
Jediným přírodním přítokem řeky Vuky je potok Gaboška Vučica. Řeka je z velké části tvořena meandry, nachází se zde též několik mrtvých ramen, z nichž největší je Stara Vuka mezi vesnicemi Ada a Laslovo.